# Dynamine setabis
Dynamine setabis är en fjärilsart som beskrevs av Doubleday 1849. Dynamine setabis ingår i släktet Dynamine och familjen praktfjärilar. Inga underarter finns listade i Catalogue of Life.